# Susana Vilca
Susana Gladis Vilca Achata (Cabanilla, 11 de agosto de 1959) es una ingeniera de Minas y magíster en Tecnologías de Protección Ambiental peruana. Fue ministra de Energía y Minas durante el gobierno de Martín Vizcarra y congresista de la República en el periodo 2006-2011. También desempeñó el cargo de viceministra de Minas del Ministerio de Energía y Minas entre los años 2011-2012, y fue presidenta del Consejo Directivo del Instituto Geológico, Minero y Metalúrgico (Ingemmet) entre los años 2012-2016.
Asimismo, fue designada Doctor Honoris Causa por la Universidad Nacional del Altiplano y se ha desempeñado como vicepresidenta de la Asociación de Servicios de Geología y Minería Iberoamericanos - ASGMI.

## Familia y estudios
Es hija de don José Vilca y doña Clotilde Achata. Es la hija mayor de seis hermanos, realizó sus estudios primarios en la Escuela N.º 1124 del Distrito de Cabanillas y sus estudios secundarios los efectuó en el Colegio Adventista de Chullunquiani en la ciudad de Juliaca. 
Posteriormente, ingresa a la facultad de Ingeniería de Minas en la Universidad Nacional del Altiplano de Puno. Se gradúa como Ingeniera de Minas con la Tesis "Estudio Técnico Económico para la Explotación del oro Aluvial", investigación desarrollada en la Mina Norma de la provincia de Sandía en Puno, cuenta además con estudios concluidos en la maestría en Gestión Minera desarrollada en Gerens Escuela de Postgrado.

## Carrera
- Vicepresidenta de la Asociación de Servicios de Geología y Minería Iberoamericanos (ASGMI) (2016)
- Presidenta del Instituto Geológico Minero y Metalúrgico-INGEMMET (enero de 2012 - septiembre de 2016)
- Viceministra de Minas del Gobierno Peruano (agosto de 2011 - enero de 2012)
- Coordinadora del Proceso de Transferencia del Ministerio de Transportes y Comunicaciones (junio de 2011 - julio de 2011)
- Integrante de la Comisión Permanente del Congreso de la República (agosto de 2010 - julio de 2011)
- Vicepresidenta de la Comisión de Energía y Minas del Congreso Peruano (agosto de 2010 - julio de 2011)
- Coordinadora del Grupo Parlamentario Puno (agosto de 2009 - julio de 2010)
- Integrante de la Comisión Permanente del Congreso de la República (agosto de 2009 - julio de 2010)
- Presidenta de la Comisión de Transportes y Comunicaciones del Congreso Peruano (agosto de 2007 - julio de 2008)
- Vicepresidenta de la Comisión de Energía y Minas del Congreso Peruano (agosto de 2006 - julio de 2007)
- Coordinadora Regional en Puno del Partido Nacionalista Peruano.

## Carrera política
Fue militante del Partido Nacionalista Peruano liderado por Ollanta Humala.

### Congresista
Fue elegida como congresista de la República en representación de Puno por la alianza entre los partidos Unión por el Perú y el Partido Nacionalista Peruano.
Aquí, ejerció como vicepresidenta de la Comisión Agraria y como presidenta de la Comisión de Transportes y Comunicaciones. Fue responsable de las leyes que lograron la creación de dos universidades en el Perú: la Universidad Nacional de Juliaca y la Universidad de la Selva Central.
En agosto del 2011, fue nombrada como viceministra de Minas del Ministerio de Energía y Minas al mando del entonces ministro Carlos Herrera Descalzi en el gobierno de Ollanta Humala.
Estuvo ejerciendo el cargo hasta su renuncia en enero del 2012, debido a una denuncia periodística sobre de ser supuesta propietaria de 17 concesiones mineras.

### Ministra de Energía y Minas (2020)
En febrero del 2020, Vilca fue nombrada como ministra de Energía y Minas por el entonces presidente Martín Vizcarra en el gabinete ministerial presidido por Vicente Zeballos.
En su gestión, anunció la modificación del “Reglamento de Protección Ambiental para las Actividades de Exploración Minera”.
Permaneció en el cargo hasta su renuncia en julio del mismo año, debido a renuncia del premier Zeballos por la crisis de la pandemia de la COVID-19. Fue reemplazada por Rafael Belaúnde Llosa en el gabinete presidido por Pedro Cateriano.